# J-FEST

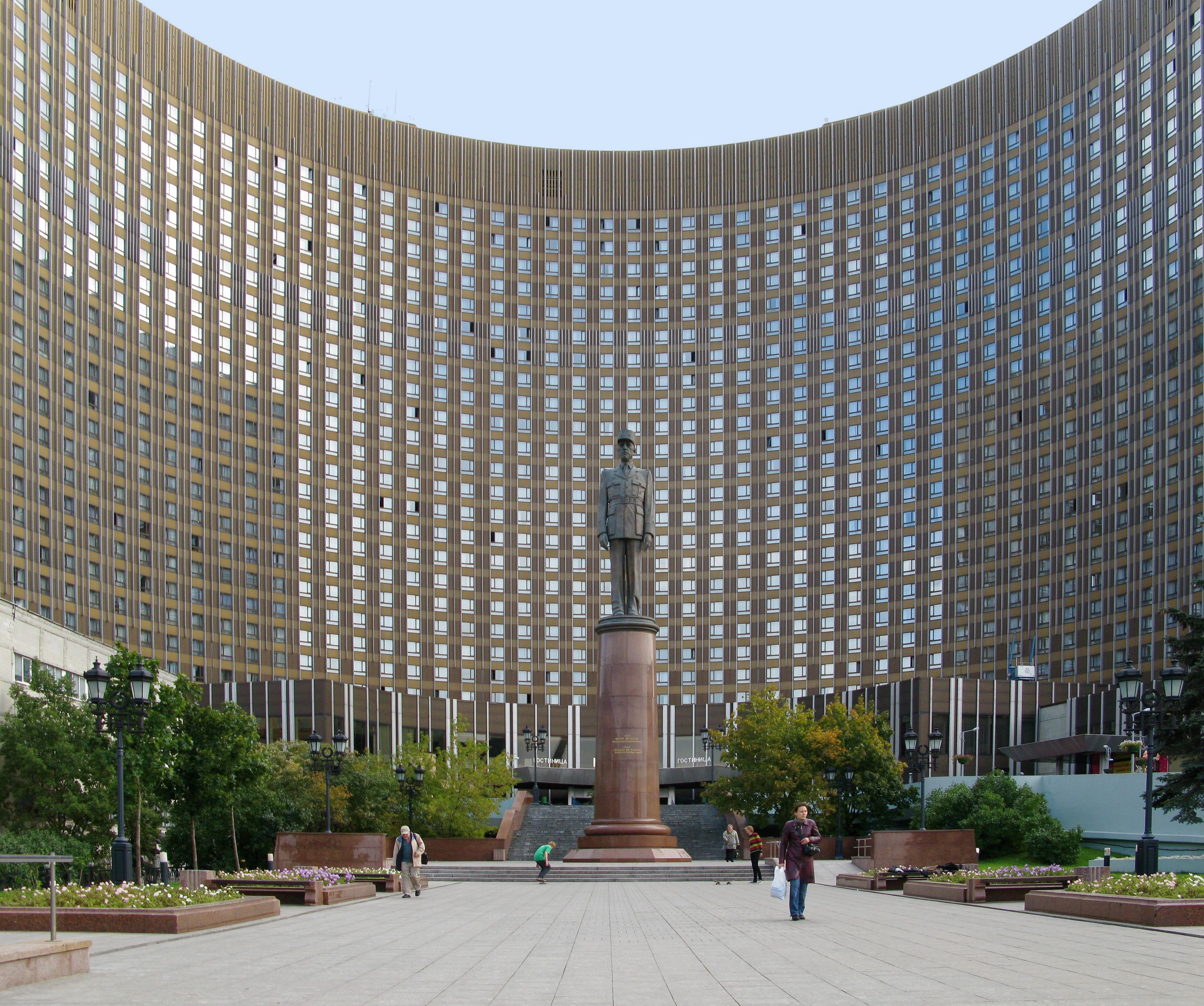
Гостиница «Космос», в киноконцертном зале которой фестиваль проводится с 2012 года

J-FEST (джей-фэст) — фестиваль японской современной культуры. Девиз фестиваля — Япония для всех. Вначале назывался «Фестиваль японской поп-культуры». Проводится в Москве с 2009 года. Главным организатором выступает посольство Японии в России при поддержке правительства Москвы, группы японских компаний спонсоров, культурных общественных организаций и фондов, и информационных партнёров.
Контент-медиа-продюсер проекта — Такамаса Сакураи. 
До 2015 года фестиваль проводился в рамках ежегодного культурного фестиваля «Японская осень». 
В 2012 году фестиваль посетили более 15 тысяч человек, в 2013 — 16 тысяч.

## История
С 2003 года, по 2009 год в рамках ежегодного, многомесячного, культурного фестиваля «Японская осень» проводился «Московский аниме-фестиваль». В 2009 году, с целью продвижения культурной дипломатии и, чтобы более полно представить поп-культуру Японии его включили в более крупный формат, названный «Фестиваль японской поп-культуры». Одним из главных «моторов» начавших приводить его в действие, стал новобранец МИДа Японии контент-медиа-продюсер Такамаса Сакураи, популяризатор и большой специалист по молодёжной культуре Японии. В Москву он приехал не один, пригласив в качестве специального гостя японскую модель Мисако Аоки, представляющую стиль «Лолита» и назначенную Министерством иностранных дел Японии послом «каваий».

### Первый «Фестиваль японской поп-культуры»
Первый фестиваль проводился под вывеской «Фестиваль японской поп-культуры». Сам он состоялся 4 ноября 2009 года, его культурную тематическую программу продолжил VIII Московский аниме-фестиваль 7-8 ноября.  Местом проведения был выбран Центральный Дом Предпринимателя со сценой кинотеатра «35 миллиметров». Вход  был объявлен свободным, но количество посетителей превысило все ожидания.

#### Программа мероприятия

##### Аниме
1. Показ анимe «Evangelion: 2.0 You Can (Not) Advance».
2. Лекция Такамаса Сакураи на тему: «Прошлое, настоящее и будущее анимэ».

##### Косплей и показ моды
1. Косплей-шоу.
2. Ток-шоу о моде посла «каваий» Мисако Аоки.
3. Показ токийской моды.

##### J-Rock
1. Показ видеозаписи выступления известной японской рок-группы «RADWIMPS».

### Второй «Фестиваль японской поп-культуры» (2010)
Второй фестиваль японской поп-культуры 2010, уже был расширен до двух дней и состоялся 20-21 ноября 2010 года. Как и в прошлом году, он проходил в ЦДП, но посещаемость помня прошлый опыт, в этот раз (как и впоследствии), ограничили платой за вход. По словам заведующего информационным отделом посольства Японии, господина Акира Имамура, фестиваль посетило около 5 тысяч человек. Программа фестиваля, так же была значительно расширена. В фойе было представлено множество стендов компаний спонсоров,  магазины с соответствующей тематикой и японская кухня.

#### Программа мероприятия

##### Аниме
1. «Mobile Suit Gundam 00 the Movie: A Wakening of the Trailblazer».
2. «The disappearance of Haruhi Suzumiya».
3. Лекция Такамаса Сакураи: «Поездка по местам анимэ в Японии».[13]

##### Косплей и показ моды
1. Дефиле «Лолит».
2. Косплей-шоу.
3. Живое шоу стилистов японского салона красоты «Ash».
4. Фешн-дефиле победителей кастинга, представивших одежды популярных Харадзюку-брендов: «BABY, THE STARS SHINE BRIGHT», «ALICE and the PIRATES», «ALGONQUINS», «Chantily», «Conomi» и «Putumayo».[14]

##### Музыка
1. Живое выступление группы «AKB48».
2. Караоке-шоу.
3. Фильмы-концерты «Miyavi» и вокалоида «Хацунэ Мику».
4. Выступление японского DJ uncTK, c демонстрацией инструмента «Tenori-on» и музыкального оборудования Pioneer CDJ.

##### Игры
1. Лекция продюсера Ёсинори Оно. Обзор игр  «Super Street Fighter IV» и «Street Fighter X Tekken».

### Третий «J-FEST 2011 Фестиваль современной японской Культуры»
Третий фестиваль состоялся 19-20 ноября 2011 года. Он не только сменил название на

«J-FEST  Фестиваль современной японской Культуры», но и место проведения. В этот раз он проводился в ЦДХ. Организаторы решили представить масштабную программу, для людей всех возрастов с самыми разными интересами и эстетическими предпочтениями, не ограничиваясь молодёжной аудиторией. Как отмечалось в пресс-релизах, Этот фестиваль явился своеобразным жестом благодарности со стороны Японии в ответ на значительную помощь, которую Россия оказала в ликвидации последствий мартовского землетрясения в регионе Тохоку. Директор фестиваля, заведующий информационным отделом Посольства Японии в России Мотоюки Исдзэ: "Мы бы хотели показать, что сильная духом Япония, несмотря на ужасающие стихийные бедствия последних месяцев, жива и не собирается сдаваться".

### Шестой «J-FEST 2014»
В 2015 году фестиваль не проводился, но сроки его проведения  анонсировались на март 2016 г.

## Участники

### Музыка
Это список музыкальных исполнителей, которые выступали или планируют выступить на фестивале.
- 2011: KAN, May J., Харуко Момои
- 2012: Юи Макино
- 2013: Сумирэ Уэсака[18][19]
- 2014: Эйр Аои[5]

### Другое
- 2012: Кодзи Судзуки